# Manfred Marent
Manfred M. Marent (* 22. Oktober 1930 in Schruns, Vorarlberg) ist ein österreichischer Kapuzinerpriester und Missionar in Madagaskar.
Marent besuchte von 1941 bis 1944 die Oberschule für Jungen in Bludenz. Ab 1945 besuchte er das Bischöfliche Gymnasium Paulinum in Schwaz in Tirol. Mit 1947 begann Marent ein Noviziat bei den Kapuzinern in Innsbruck. Nach seiner Priesterweihe im Jahre 1954 war er drei Jahre in Ried im Innkreis in Oberösterreich tätig. Im Anschluss daran arbeitete er zwei Jahre in der Ortschaft Perjen der Stadt Landeck. Im Jahre 1960 ging Marent auf eigenen Wunsch als Missionar nach Madagaskar.
In Madagaskar unterstützt er Schulen und Spitäler.

## Auszeichnungen
- 2010: Silbernes Ehrenzeichen des Landes Vorarlberg[1]

## Publikationen
- Reisebericht Innsbruck - Antsakabary. Missionssekretariat der Kapuziner, Innsbruck 1960.
- Meine erste Missionstour auf Madagaskar: ein Bericht. Missionssekretariat der Kapuziner, Innsbruck 1961.
- Bericht über die Kapuzinermission in Madagascar und auf den Komoren. Strassburger Provinzkapitel vom 29. März – 3. April 1976.
- Ein Blick nach Madagaskar. Bote der Tiroler Kapuziner, Innsbruck 2005.
- Ahnenbräuche der Tsimihety auf Madagaskar. M. M. Marent Reichstr. 168 Feldkirch, Feldkirch 2005.